# ديبانكار غوبتا
ديبانكار غوبتا (المولود في 11 تشرين أول\أكتوبر 1949) هو عالم اجتماع ومفكر هندي. يشغل حالياً منصب أستاذ متميز في جامعة شيف نادار ومديراً لمركز الشؤون العامة والنظرية النقدية. كان يعمل سابقاً في مركز دراسات الأنظمة الاجتماعية في جامعة جواهر لال نيهرو في نيو ديلهي. ولفترةٍ وجيزة، كان أستاذاً مشاركاً في قسم علم الاجتماع في كلية ديلهي الاقتصادية. تتركز اهتماماته حالياً في الدراسات المتعلقة بالهجرة من الريف إلى المدن وقوانين العمل في القطاع غير الرسمي والحداثة والإثنية والطبقات الاجتماعية والتراتب. يكتب دوماً في عمود في صحيفة تايمز أوف إينديا وصحيفة الهندوس وأحياناً في صحيفتي الانديان إكسبرس والأناندابازار باتريكا بالغة البنغالية. هو عضو في مجلس إدارة بعض المؤسسات مثل البنك الاحتياطي الهندي والبنك الوطني للزراعة وتطوير الأرياف وماكس إنديا.